# Polarsmörblomma
Polarsmörblomma (Ranunculus sulphureus) Sol. är en art i familjen ranunkelväxter.
Den förekommer sparsamt i sydsverige. Är inte ursprunglig i Sverige, utan har inkommit som orenhet i gräsfrö. Fridlyst.